# کلیسای مریم مقدس (خوشکاشن)
کلیسای مریم مقدس (خوشکاشن) (ارمنی: Սուրբ Աստվածածին եկեղեցի (Խոշկաշեն)؛ ) یک کلیسا متعلق به کلیسای حواری ارمنی واقع در شهر خوشکاشن، شهرستان اغوز جمهوری آذربایجان می‌باشد.  این بنا به سبک معماری ارمنی طراحی شده است.